# Sotto il vestito niente
(dialogo tra Bob e un fotografo)
Sotto il vestito niente è un film del 1985 diretto da Carlo Vanzina.
Il soggetto è «liberamente tratto» dall'omonimo romanzo di Marco Parma, mentre la sceneggiatura, in gran parte originale, venne scritta da Franco Ferrini. Ambientato nel mondo della moda milanese, e dichiaratamente ispirato a Omicidio a luci rosse di Brian De Palma, è interpretato da Tom Schanley, Renée Simonsen e Donald Pleasence.
Alla sua uscita nelle sale ottenne ottimi risultati commerciali presso il pubblico mentre, al contrario, inizialmente non ebbe riscontri positivi da parte della critica; oggetto di rivalutazione con il passare degli anni, a posteriori viene considerato uno dei film che meglio hanno rappresentato le atmosfere della Milano da bere degli anni 80 del XX secolo.
Nel 1988 uscì un sequel apocrifo, intitolato Sotto il vestito niente II e diretto da Dario Piana, che però non ebbe lo stesso impatto dell'originale. Nel 2011 fu realizzato invece Sotto il vestito niente - L'ultima sfilata, sempre per la regia di Vanzina, che ne riprende il contesto pur non ponendosi come un seguito in senso stretto.

## Trama

Barbara, ormai rivelatasi quale assassina, con il cadavere di Jessica (Nicole Perrin).

Bob, un giovane park ranger di Yellowstone, vive una tranquilla esistenza nel Wyoming e allo stesso tempo è fiero del successo che la sorella gemella Jessica, una emergente top model, sta raccogliendo a Milano. Tutto cambia improvvisamente quando il ragazzo, che si considera legato telepaticamente alla sorella – e viceversa –, ha una premonizione in cui questa viene selvaggiamente assassinata con un paio di forbici: Bob parte immediatamente per l'Italia dove al suo arrivo, ad accrescerne i timori, scopre che Jessica risulta effettivamente scomparsa nel nulla da alcuni giorni. Aiutato dal commissario Danesi, il quale, pur tra vari dubbi, decide comunque di prendere a cuore il caso, il ragazzo inizia a investigare negli ambienti milanesi frequentati dalla sorella, a cominciare dall'albergo in cui viveva insieme a tante altre colleghe, tra cui Carrie, Margot e Barbara; soprattutto quest'ultima si mostra particolarmente disposta ad aiutare Bob e, ben presto, tra i due inizia a maturare un forte sentimento.
Intanto lo stesso Bob fa la conoscenza di diversi personaggi che ruotano intorno al patinato ma in fondo superficiale mondo di Jessica, come il lascivo portiere dello stabile in cui alloggiano le ragazze, un ambiguo fotografo orientale e il ricco, arrogante playboy Giorgio Zanoni, senza tuttavia trovare tracce della sorella, per la quale il giovane inizia a temere il peggio. Quando prima Carrie e poi Margot vengono brutalmente uccise con la medesima arma del delitto sognata da Bob, tra la moda milanese inizia a insinuarsi il terrore di un serial killer. Ma è trovando un collegamento con la precedente scomparsa di un'altra ragazza dell'ambiente, Cristina, che Danesi concentra i suoi sospetti su Zanoni.
Questi tempo addietro aveva avuto a che fare con le ragazze, durante un festino conclusosi con un gioco alla roulette russa in cui Cristina aveva trovato la morte. Per "comprare" il silenzio delle tre testimoni, Zanoni aveva regalato a Carrie, Jessica e Margot una considerevole quantità di diamanti, anch'essi spariti dopo le uccisioni delle modelle. I sospetti degli inquirenti s'indirizzano però anche verso Jessica, l'unica ragazza di cui non è stato rinvenuto il corpo; sospetti che assalgono anche Bob quando, inaspettatamente, riceve dalla Svizzera una lettera all'apparenza speditale proprio dalla sorella, in cui pare confermare una sua fuga volontaria.
Sconsolato e deluso, il giovane sta per tornare a casa lasciando Jessica al suo destino, ma una nuova premonizione lo spinge verso un misterioso appartamento in cui fa un'agghiacciante scoperta: il cadavere della sorella, ormai mummificato. Proprio qui viene sorpreso dall'arrivo della responsabile di tutti gli omicidi, Barbara. La ragazza aveva una relazione con Jessica la quale, però, turbata dagli eventi di quel tragico festino, era completamente cambiata al punto di voler lasciare la moda e la stessa Barbara. Disperata, questa era riuscita a fermare l'amata dai suoi intenti solamente uccidendola, per poi conservarne il cadavere e trattarlo, da allora, come fosse ancora una persona viva; allo stesso tempo, per incastrare Zanoni, aveva portato avanti gli omicidi delle colleghe e i furti di diamanti. Fermata dall'uccidere anche Bob grazie al provvidenziale arrivo di Danesi, in preda a un raptus Barbara decide di suicidarsi gettandosi dalla finestra assieme al corpo di Jessica.

## Produzione

### Regia
L'idea di realizzare un adattamento cinematografico del romanzo Sotto il vestito niente (1983) di Marco Parma, alias Paolo Pietroni, venne al produttore Achille Manzotti, il quale in un primo momento si era rivolto a un cineasta di primo piano quale Michelangelo Antonioni. Dopo il rifiuto di questi, la regia fu quindi affidata a Carlo Vanzina, con questo film cimentatosi per la seconda volta nel genere thriller dopo i tiepidi risultati ottenuti due anni prima con Mystère.

### Sceneggiatura
Reputando il libro di Pietroni «bruttissimo», i fratelli Enrico e Carlo Vanzina s'ispirarono all'opera in maniera molto marginale, decidendo di mantenerne unicamente il titolo, «formidabile», e «l'idea di ambientare un thriller nel mondo della moda», da loro considerata «ottima». Avvalendosi dell'aiuto di Franco Ferrini in fase di sceneggiatura, la trama del film venne così inventata dal nulla rifacendosi esplicitamente ai lavori di Brian De Palma, in particolar modo a Omicidio a luci rosse che aveva ottenuto un buon successo commerciale l'anno precedente; le dinamiche dei delitti furono invece ispirate da un reale fatto di cronaca nera che nel 1984 aveva sconvolto proprio la Milano da bere: l'omicidio del ricco playboy Francesco D'Alessio da parte della modella statunitense Terry Broome, vittima a sua volta di sue pesanti avances e di stalking.

### Cast
Il film è interpretato da un cast internazionale che vede tra i protagonisti lo statunitense Tom Schanley, esordiente sul grande schermo, e la supermodella danese Renée Simonsen, al suo debutto assoluto come attrice, affiancati dal britannico Donald Pleasence; sia Simonsen sia Pleasence torneranno in seguito a lavorare con i Vanzina, rispettivamente in Via Montenapoleone (1987) e Miliardi (1991). Quanto a Sotto il vestito niente, Enrico Vanzina ricorderà positivamente la collaborazione proprio con Pleasence, scelto poiché «era un nostro mito dai tempi de La grande fuga».

### Riprese

La sfilata di Moschino alla stazione di Milano Centrale, teatro dell'omicidio di Margot (Maria Mac Donald). Franco Moschino fu l'unico personaggio della moda milanese a supportare la pellicola, da cui la sua maison, nata soli due anni prima, «ebbe un grande ritorno pubblicitario».

L'ambientazione della pellicola nel mondo della moda milanese non fu ben accolta dagli addetti del settore. Quasi tutti gli stilisti contattati dalla produzione non vollero in alcun modo avere a che fare con il progetto, intimoriti dall'idea che l'opera potesse restituire una cattiva immagine della categoria e dell'ambiente delle passerelle in generale: «si parlava di droga e discoteche. Gli stilisti ci odiavano», ricordò Enrico Lucherini, all'epoca addetto stampa dei Vanzina.
L'unico che si dimostrò disponibile a collaborare coi Vanzina fu Franco Moschino, il quale organizzò per l'occasione una sfilata presso la stazione Centrale di Milano, integrata nella trama del film. Lucherini cavalcò ulteriormente a fini promozionali l'astio di gran parte delle maison verso il film, tanto che la sera dell'anteprima di Sotto il vestito niente fece posizionare in prima fila «sedie con scritto Armani, Krizia, Versace, Ferrè. Rimasero vuote. Scandalo. Solo che non erano stati invitati»; l'escamotage pubblicitario funzionò, tanto che la stampa cadde nel tranello scrivendo di un boicottaggio verso la pellicola, finanche al giorno seguente quando i giornali titolarono, superficialmente, «La moda di Milano trema».
Sotto il vestito niente fu quasi interamente girato a Milano, eccezion fatta per il prologo che vede come sfondo il parco nazionale di Yellowstone, negli Stati Uniti d'America, dove lavora il personaggio di Bob Crane, e alcune sequenze a Lugano – stazione ferroviaria e lungolago –, in Svizzera. Nello specifico del set milanese, il fittizio Hotel Scala in cui alloggiano Barbara e le altre modelle, tra le location principali della pellicola, è in realtà il Teatro dei Filodrammatici, vicino al più noto Teatro alla Scala; altri scenari cittadini utilizzati furono piazza San Fedele e il suo monumento al Manzoni, piazza Duse, piazza Duca d'Aosta – con la Stazione Centrale per la sfilata di Moschino, e l'allora fast food Wendy's considerato tra le mete di riferimento della coeva sottocultura paninara – e, per le sequenze finali, piazza Meda con il Disco Grande di Arnaldo Pomodoro, seppur "mescolata" a differenti riprese di palazzo Fidia.

## Colonna sonora
La colonna sonora di Sotto il vestito niente fu composta da Pino Donaggio, scelto dai Vanzina poiché già autore delle musiche di Omicidio a luci rosse, pellicola di riferimento per i due fratelli in fase di sceneggiatura. Le canzoni incluse nell'accompagnamento musicale della pellicola sono One Night in Bangkok di Murray Head, I Am What I Am di Gloria Gaynor e Hot for You di Karen Young.

## Distribuzione
- The Last Shot[8]
- Mannekiinimurhaaja[8]
- Nothing Underneath[8]
- Où est passée Jessica?[8]
- Pele Nua[8]
- Слишком красивые, чтобы умереть[8]

## Accoglienza

### Incassi
Distribuito nel circuito cinematografico italiano dal 7 novembre 1985, l'accoglienza da parte del pubblico fu più che soddisfacente: al termine della stagione cinematografica 1985-1986 Sotto il vestito niente risultò essere il ventiduesimo film per incassi al botteghino italiano, superando negli introiti anche pellicole cult hollywoodiane come I Goonies e Mad Max oltre la sfera del tuono, e ricevendo in seguito anche una buona distribuzione internazionale.

### Critica
Di diverso avviso fu la critica dell'epoca che stroncò la pellicola con giudizi generalmente negativi; tra gli altri, il Morandini scrisse che: «Sotto il look di una storia presa da un romanzetto di successo di Marco Parma c'è il vuoto». Anche Dario Argento, collega dei Vanzina, nell'immediato espose ai due le sue rimostranze circa la pellicola, sostenendo che avrebbero dovuto lasciar perdere il genere thriller.
Tali bocciature sono andate a scemare, se non a venire completamente ribaltate, nel corso degli anni, tant'è che a decenni di distanza Sotto il vestito niente viene considerato un «film-icona» della cosiddetta Milano da bere; proprio la capacità di avere saputo mettere in scena tutto l'immaginario di quella fase storica della città, «restituita nel suo lato più glamour e lussuoso», ha portato Claudio Bartolini di Nocturno, nell'omonimo saggio del 2019 dedicato al film, a esemplificarne il giudizio ne «l'affresco del decennio edonista made in Italy».

## Riconoscimenti
- 1986 – Ciak d'oro
  - Migliore manifesto[9]
  - Candidatura alla migliore scenografia a Stefano Paltrinieri

## Espedienti narrativi
Dichiaratamente ispirato all'opera di Brian De Palma, Sotto il vestito niente omaggia il celebre regista in diversi punti. La storia dei gemelli telepatici è un omaggio al film Fury, mentre il tentativo di omicidio nella scena finale con il trapano è simile a quella di Omicidio a luci rosse. La sequenza finale, girata al ralenti, è invece simile a quella di 4 mosche di velluto grigio di Dario Argento.

## Opere correlate
Nel 1988 il regista Dario Piana, su sceneggiatura di Sergio Donati, realizzò un sequel apocrifo del film dei fratelli Vanzina, Sotto il vestito niente II; tra i protagonisti di questa pellicola fu scelta una allora sconosciuta Randi Ingerman. Tale pellicola riuscì a ottenere discreti riscontri presso il pubblico, pur non riuscendo a raggiungere i fasti dell'originale.
Nel 2011, a ventisei anni di distanza dal capostipite, Carlo Vanzina ha diretto Sotto il vestito niente - L'ultima sfilata, interpretato da Francesco Montanari e Vanessa Hessler; tale film riprende le tematiche e le ambientazioni di Sotto il vestito niente pur non costituendone un seguito stricto sensu. A differenza dell'opera originale, quest'ultima è stata accolta negativamente sia dal pubblico sia dalla critica.